# 고호리촌 (시가현)
고호리촌(古保利村)은 시가현 이카군에 설치되었던 촌이다. 현재의 나가하마시에 해당한다.